# Mezei rozsdafarkú
A mezei rozsdafarkú (Phoenicurus hodgsoni) a madarak osztályának a verébalakúak (Passeriformes) rendjéhez és a  légykapófélék (Muscicapidae) családjához tartozó faj.

## Rendszerezése
A fajt Frederic Moore brit entomológus írta le 1854-ben, a Ruticilla nembe Ruticilla Hodgsoni néven.

## Előfordulása
Ázsiában, Bhután, Kína, Tibet, India, Mianmar és Nepál területén honos. Természetes élőhelyei a trópusi és szubtrópusi síkvidéki és hegyi esőerdők, lombhullató erdők, füves puszták és cserjések, valamint vidéki kertek. Vonuló faj.

## Megjelenése
Testhossza 15 centiméter, testtömege 14–19 gramm. A nemek tollazata különböző.
|  |  |

## Életmódja
Rovarokkal és bogyókkal táplálkozik.

## Természetvédelmi helyzete
Az elterjedési területe rendkívül nagy, egyedszáma pedig stabil. A Természetvédelmi Világszövetség Vörös listáján nem fenyegetett fajként szerepel.